# Abd-al-Madan (nom)
Abd-al-Madan (àrab: عبد المدان, ʿAbd al-Madān) és un nom masculí teòfor àrab d'època preislàmica que literalment significa ‘Servidor d'al-Madan’, sense que s'hagi pogut documentar a què o qui fa referència al-Madan. Si bé Abd-al-Madan és la transcripció normativa en català del nom en àrab clàssic, també se'l pot trobar transcrit d'altres maneres, normalment per influència de la pronunciació dialectal o seguint altres criteris de transliteració.